# そして明日の世界より――
『そして明日の世界より――』（そしてあしたのせかいより、サブタイトル：Beginning now,is the exceptional story of two weeks or so.）は2007年11月22日にetudeより発売されたアダルトゲーム。

## 概要
etudeの第2作となる恋愛アドベンチャーゲーム。etudeの作品としては、2004年11月26日に発売された処女作『巫女舞 〜ただ一つの願い〜』から数えて約3年ぶりの作品となる。
2007年4月20日にはetude公式サイト上で「近日公開予定」とされていたが、公式には、同年4月29日、5月3日に大阪・東京で開催されたイベント「DreamParty2007春」で初公開および制作発表が行われ、その後6月1日に本作の公式サイト（製品ページ）がオープンした。
主要な制作スタッフは、原画・キャラクターデザイン：植田亮、シナリオ：健速、主題歌・BGM：I'veと、いずれも前作『巫女舞』と同一である（ただし健速は『巫女舞』では一部のシナリオ（シナリオ修正）にとどまる）。また挿入歌には、ボーカルにKIYO、中原涼、WHITE-LIPS（Tynwald music）、eufoniusと、作曲に菊地創（eufonius）、水月陵、樋口秀樹（Tynwald music）がそれぞれ参加している。
公式サイトのURLが「http://www.etude-soft.jp/product/asuseka/」となっていることから、『あすせか』の略称で呼ばれることもある。

## あらすじ
舞台は周囲を海に囲まれた、風光明媚な小さな島。

そんな静かな島で、主人公・葦野昴は幼馴染みや親友たちと共に静かな学園生活を送っていた。

そんなある日突然、衝撃的なニュースが飛び込んでくる。
「―この地球に3ヵ月後、小惑星が衝突し、世界は終焉する」
突然の世界の終焉を目前に彼らは戸惑い日常を失いかけるも、現実を受け入れ次第に落ち着きを取り戻し、終焉を迎えるまでの間それまでの日々が続くものだと思っていた。

しかしそんな中、一つの朗報が知らされる。

各地に地下シェルターが建造され、抽選の結果、昴がそのシェルターに入る権利を得られたのである。
目の前に生存する道が示されたことで昴と家族は歓喜するものの、シェルターに入れるのは昴のみ

それはつまり、家族・幼馴染み・親友といった自分を取り巻き形作っていた、『自分が自分でいられる』人々との別れを意味するのであった…

## 登場人物

### メインキャラクター
葦野 昴（あしや すばる）
本作の主人公。島民からは「がんちゃん」というあだ名で呼ばれている。名前の由来は、生まれたときの姿が当時大ヒットしたドラマ『裸の大将放浪記』の主人公「がんのすけ」にあまりにも似ていたため、看護師が遊び心で名づけたことに由来する。父親の竜、母親の海との3人暮らしをしている。どこにでもいる普通の少年。4月15日生まれ。 好きな食べ物は、甘いもの・基本に忠実な料理・芋料理（ポテトサラダ・肉じゃが）など。
世界があと3ヶ月で終わることに動揺しながらも、日向姉妹や青葉の前では平静として振舞おうとし、1人きりのときは弱音をこぼす。また地下シェルターへの避難計画に島民でただ一人選ばれたことを『世界の全てと引き換えに昴一人の命を助けようとする悪魔の取り引き』や蜘蛛の糸に例え苦悩する。
日向 夕陽（ひなた ゆうひ）声：安玖深音
昴の同い年の幼馴染みであり、隣の家に住む少女。昴を「がんちゃん」と呼んで甘えてくる。母親を小学生のころに亡くしており、現在は姉の朝陽・父親の陽との3人暮らしである。夢は昴のお嫁さんになること。葦野家と日向家は窓を隔てて自由に行き来できるため、葦野家にいることも多い。葦野家には夕陽用の部屋まである。昔はお母さんっ子で、昴や朝陽と一緒に遊んでいるときも、ひかりが来るとすぐに駆け寄っていくほどだった。極端に「さようなら」などの別れの挨拶を嫌う。
やればスポーツでも勉学でも出来るというタイプであり、練習を積んでいる青葉よりも足が速い。にもかかわらず、昴が興味のあることしかやらず昴の真似しかしないので宝の持ち腐れとなっている。
世界が終わるとしても昴が近くにいることは変わらないから、として、世界の終わりに対する動揺からはいち早く立ち直っている。
日向 朝陽（ひなた あさひ）声：岡本あさひ
夕陽の4つ年上の姉。今年から昴たちの通う学園で英語教師をすることになる。昴からは「朝陽姉ちゃん」と呼ばれて慕われている。優しい性格で生徒たちからも好かれている。一見完璧な女性だが、唯一の欠点が運動音痴であること。運動不足のためか、無駄なお肉がついてきたことを夕陽にいじられている。昴の初恋の女性でもある。
樹 青葉（いつき あおば）声：青山ゆかり
昴のクラスメイトで親友という少女。父親と兄二人の男家庭で育ったためか、男っぽい性格になってしまった。陸上の選手として、秋の大会に向けて練習に励んでいる。小学生のころに島に引っ越してきて、同年代の遊び友達が夕陽以外にいなかった昴にとって初めての親友と呼べる存在となった。両親は離婚しているが、ある理由で母親を憎んでいる。また、普段ポニーテールにしている髪を下ろすと母親そっくりになってしまうため、自分の容姿に複雑な感情を抱いており、特にその姿を昴に見られることを嫌がる。
競走で夕陽に勝つことを目標としていたが、世界の終わりによって叶わなくなる。そのために動揺は最も激しく、塞ぎ込んで無気力となってしまう。青葉以外のルートでは何とか立ち直るものの、本人のシナリオでは昴の気を引くため敢えて髪を下ろし、女らしい言動としぐさで昴に迫るようになる。
水守 御波（みずもり みなみ）声：夢篠さなぎ
今年の春、昴たちのクラスに転校してきた少女。病弱でおとなしい性格。天文学者の父の薦めで、空気のきれいな島に引っ越してきた。読書が趣味で学園の図書委員もしている。愛読書はブレーズ・パスカルの雑想録『パンセ』と聖書。両親は離婚している（夫婦仲の問題ではなく、母親が体の弱い御波を産んだことを周囲に非難されたため）。
病弱であるが運動能力は朝陽を上回り、好奇心の強い一面も持っている。意外に野球の才能があり、サブマリン投法の使い手である。反面、歌うことは苦手らしい。11月29日生まれ（昴以外では唯一誕生日が判明している）。
当初は人と距離を置いた人付き合いをしていたが、昴から友達だと言われたことで次第に彼を恋い慕うようになる。昴の冗談などに呼応する形で「好き」と繰り返し告げるが、当の本人からは冗談と思われることが多い。
世界の終わりについては、自分の死を恐れていないため最初は殆ど混乱を見せない。むしろ寿命が定まったことで楽になったらしく、昴に対するアプローチは積極的になるが、一方で危なっかしいことを繰り返すので見ている昴としては気が気でない。

### サブキャラクター
八島 宗一郎（やしま そういちろう）声：柴田秀勝
島一番の金持ちの老人（昔は会社をいくつも経営していた）。昴と仲がよく、一緒に温泉を掘っている。いつもアロハシャツを着ている。10数年前に奥さんを亡くしている。
年の功からか世界の終焉に直面してもさほど動揺せず、終焉までに温泉を掘り当てようと趣味の温泉掘りを継続している。また温和な声や見た目に反し武道に心得があるらしく、ナイフを持った悪漢を圧倒するほどの腕前を持つ。
葦野 竜（あしや りゅう）声：松涛エルザ
昴の父親。島の灯台の管理人。陽とひかりとは幼馴染みであり、海とはひかりの紹介で知り合った。無口だが頼りになる。恋愛沙汰には無頓着だったようで、昴がその血を引いてしまったことを海が気にしている様子。
日向 陽（ひなた よう）声：一条和矢
朝陽と夕陽の父親。島で一軒しかない喫茶店のマスター。竜とひかりとは幼馴染み。店が忙しくないときは昴と一緒にキャッチボールをして遊んでいる。昴に、「夕陽と朝陽を二人とも嫁にもらってくれないか」と懇願してくる。
葦野 海（あしや うみ）声：かわしまりの
昴の母親。専業主婦をしている。昔は切れ者で才女として通っていたらしいが、今は普通のおばさんになってしまっている。昴が彼女を作らないことを気にしている様子。島の女の子たちを独特の愛称で呼ぶ（夕陽→夕ちゃん、朝陽→朝ちゃん、青葉→青ちゃん、御波→みっちゃん）。
日向 ひかり（ひなた ひかり）
陽の妻で夕陽と朝陽の母親。8年前の7月4日、交通事故で他界してしまった。陽と竜とは幼馴染み（竜とは家が隣同士で、陽とは小学校に上がってからの友達）。作中では立ち絵などは用意されておらず、昴の回想シーンの中での声のみの出演となる。

## スタッフ
- プロデューサー : 卯月
- ディレクター : 綾瀬スバル
- 原画・キャラクターデザイン・背景・グラフィックチーフ : 植田亮
- グラフィック・背景 : はんぺん・川上一輝
- 企画・シナリオ : 健速
- 主題歌・BGM : I've（BGM作曲 : 井内舞子）
- 挿入歌 : 菊地創（eufonius）、水月陵、樋口秀樹
- ボーカル : 川田まみ、KIYO、中原涼、WHITE-LIPS、eufonius
- ムービー制作 : 神月社（Mju:z）
- 制作 : etude

## 主題歌
オープニングテーマ曲『For our days』
作詞 : 川田まみ、作曲・編曲 : 高瀬一矢、歌 : 川田まみ
エンディングテーマ曲『return to that place』
作詞 : 川田まみ、作曲・編曲 : 井内舞子、歌 : 川田まみ

## 挿入歌
夕陽エンディングテーマ曲『散歩道』
作詞 : riya、作曲・編曲 : 菊地創、歌 : eufonius
Piano : ただすけ、Violin : 西川八重、Chorus : riya、All Other Instruments : 菊地創、Mixed by 大久保将
朝陽エンディングテーマ曲『Kiss』
作詞・作曲・編曲 : 樋口秀樹、歌 : WHITE-LIPS
Chorus Arrange : WHITE-LIPS
青葉エンディングテーマ曲『夕空ワルツ』
作詞 : riya、作曲・編曲 : 菊地創、歌 : eufonius
Guitar : 高山一也、Violin : 西川八重、All Other Instruments : 菊地創、Mixed by 菊地創
御波エンディングテーマ曲『Never end』
作詞・作曲・編曲 : 水月陵、歌 : 中原涼
グランドエンディングテーマ曲『Amazing Grace』
作詞 : John Newton、編曲 : 水月陵、歌 : KIYO・唯音

## 関連商品

### 特典など
- 予約特典：『そして明日の世界より―― IMAGE ALBUM』

挿入歌5曲（フルコーラスおよびインストゥルメンタル）収録。
- 初回限定特典：『そして明日の世界より―― ORIGINAL SOUNDTRACK』

主題歌、エンディングテーマおよびBGM21曲収録。
- 特典テレカ：全11種。オフィシャル通販または店舗予約特典。
- ドラマCD：ソフマップ・『団扇とスコップと』/メッセサンオー・『シンデレラの逆襲!』（パソコンパラダイス2007年12月号にも掲載）。キャストは本編と同一。

その他店舗によっては各種オリジナルの特典が付くものもあった。

### イベント限定販売
- 台紙付記念テレホンカード：「DreamParty2007春」および「コミックマーケット72」限定販売。1500円。
- 4枚組オリジナル・スティックポスター：「コミックマーケット72」限定無料配布。
- オリジナルタペストリー：「DreamParty2007秋」限定販売。2500円。
- オリジナルテレホンカード+マウスパッド：「コミックマーケット73」限定販売。2200円。

### 書籍
- 『そして明日の世界より―― オフィシャルファンブック』 一迅社より2008年4月28日発売。ISBN 9784758011044

## イベント関連
- 2007年4月29日、5月3日に大阪・東京で開催されたイベント「DreamParty2007春」で初公開となる制作発表が行われ、フルカラー冊子と記念テレカが配布・販売された。
- 同年8月17日より8月19日までで行われた「コミックマーケット72」でetudeブースで出展され、販促としてメインヒロイン4人のポスターが無料配布された。
- 同年8月31日より11月5日まで予約キャンペーンが行われ、予約特典として挿入歌5曲が収録されたイメージアルバム、初回限定版特典として主題歌・EDテーマのフルコーラスを含む全23曲が収録されたオリジナルサウンドトラックがプレゼントされた。
- 同じく8月31日より11月5日まで応援バナーキャンペーンが行われ、ホームページやブログを持っているユーザーに対し応援バナーを設置したユーザーの中から抽選で10名に「出演声優陣によるサイン色紙」をプレゼントされた。現在はバナーの公開のみ。
- 同年10月14日、11月4日に東京・大阪で開催される「DreamParty2007秋」でオリジナルタペストリーの販売および体験版の無料配布が行われた。